# Nigerias delstater
Nigeria är sedan 1996 indelat i ett huvudstadsområde, Federal Capital Territory (Abuja), och 36 delstater. Delstaterna och huvudstadsområdet är i sin tur indelade i totalt 774 lokalt styrda områden, local government areas.
| Nr | Delstat                                      | Huvudstad     | Karta              |
| -- | -------------------------------------------- | ------------- | ------------------ |
| 1  | Abia                                         | Umuahia       | Nigerias delstater |
| 2  | Adamawa                                      | Yola          | Nigerias delstater |
| 3  | Akwa Ibom                                    | Uyo           | Nigerias delstater |
| 4  | Anambra                                      | Awka          | Nigerias delstater |
| 5  | Bauchi                                       | Bauchi        | Nigerias delstater |
| 6  | Bayelsa                                      | Yenegoa       | Nigerias delstater |
| 7  | Benue                                        | Makurdi       | Nigerias delstater |
| 8  | Borno                                        | Maiduguri     | Nigerias delstater |
| 9  | Cross River                                  | Calabar       | Nigerias delstater |
| 10 | Delta                                        | Asaba         | Nigerias delstater |
| 11 | Ebonyi                                       | Abakaliki     | Nigerias delstater |
| 12 | Edo                                          | Benin City    | Nigerias delstater |
| 13 | Ekiti                                        | Ado-Ekiti     | Nigerias delstater |
| 14 | Enugu                                        | Enugu         | Nigerias delstater |
| 15 | Gombe                                        | Gombe         | Nigerias delstater |
| 16 | Imo                                          | Owerri        | Nigerias delstater |
| 17 | Jigawa                                       | Dutse         | Nigerias delstater |
| 18 | Kaduna                                       | Kaduna        | Nigerias delstater |
| 19 | Kano                                         | Kano          | Nigerias delstater |
| 20 | Katsina                                      | Katsina       | Nigerias delstater |
| 21 | Kebbi                                        | Birnin Kebbi  | Nigerias delstater |
| 22 | Kogi                                         | Lokoja        | Nigerias delstater |
| 23 | Kwara                                        | Ilorin        | Nigerias delstater |
| 24 | Lagos                                        | Ikeja         | Nigerias delstater |
| 25 | Nasarawa                                     | Lafia         | Nigerias delstater |
| 26 | Niger                                        | Minna         | Nigerias delstater |
| 27 | Ogun                                         | Abeokuta      | Nigerias delstater |
| 28 | Ondo                                         | Akure         | Nigerias delstater |
| 29 | Osun                                         | Oshogbo       | Nigerias delstater |
| 30 | Oyo                                          | Ibadan        | Nigerias delstater |
| 31 | Plateau                                      | Jos           | Nigerias delstater |
| 32 | Rivers                                       | Port Harcourt | Nigerias delstater |
| 33 | Sokoto                                       | Sokoto        | Nigerias delstater |
| 34 | Taraba                                       | Jalingo       | Nigerias delstater |
| 35 | Yobe                                         | Damaturu      | Nigerias delstater |
| 36 | Zamfara                                      | Gusau         | Nigerias delstater |
| 37 | Federal Capital Territory (huvudstadsområde) | Abuja         | Nigerias delstater |